# Masia de Puigvert
Puigverd és una masia al sud-oest de la vila de Castellar del Vallès (Vallès Occidental).

## Arquitectura
La masia de Puigverd està formada per un conjunt d'edificis dins un clos tancat. Aquesta masia presenta dues entrades cobertes amb teulada a dues aigües. Al pati donen diversos edificis complementaris (corts, coberts, etc.).Seguint la línia de la tanca trobem situat l'edifici més modern del conjunt. El frontis presenta els trets peculiars de les masies d'aquestes contrades amb el carener de la teulada perpendicular al frontis i la porta marcant l'eix de simetria de la façana, amb una finestra a cada banda. Al primer pis, seguint l'eix, hi ha un balcó amb barana de ferro forjat. Al segon pis, i sota teulada, hi ha les típiques golfes. La casa està construïda sobre un mur de pedra i morter, que l'envolta i li fa de base.

## Història
El primer document que es coneix del mas data del 1468, encara que es pot suposar que el seu establiment és força anterior a aquesta data. La masia Puigverd es troba esmentada en el Reial Cadastre de Castellar del Vallès de l'any 1716.